# Шарлоты
Шарлоты — обезлюдевшая деревня в Усвятском районе Псковской области России. Входит в состав сельского поселения «Усвятская волость». Численность населения деревни на конец 2000 года составляла 2 жителя.

## География
Находится на юге региона, в северо-западной части района, в лесной местности, в 23 км от райцентра и волостного центра — пгт Усвяты.
Уличная сеть не развита.

## История
В соответствии с Законом Псковской области от 28 февраля 2005 года № 420-ОЗ деревня Шарлоты вошла в состав образованного муниципального образования Усвятская волость.

## Население
| 2001 | 2002 | 2010 |
| ---- | ---- | ---- |
| 2    | ↘0   | →0   |

## Инфраструктура
Площадка откорма для свинофермы ООО «Великолукский свиноводческий комплекс».

## Транспорт
Просёлочная дорога.